# 阿魏

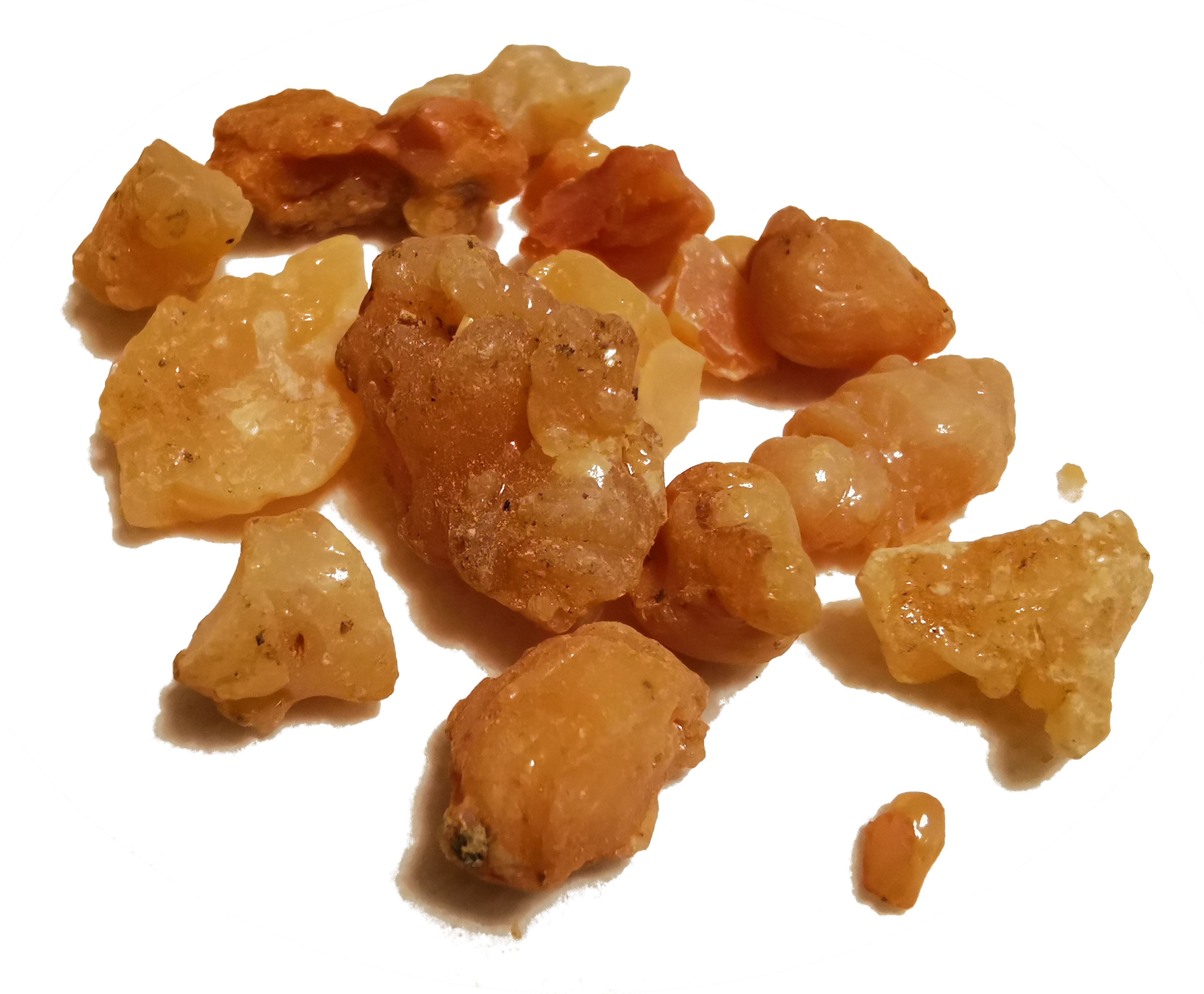
阿魏

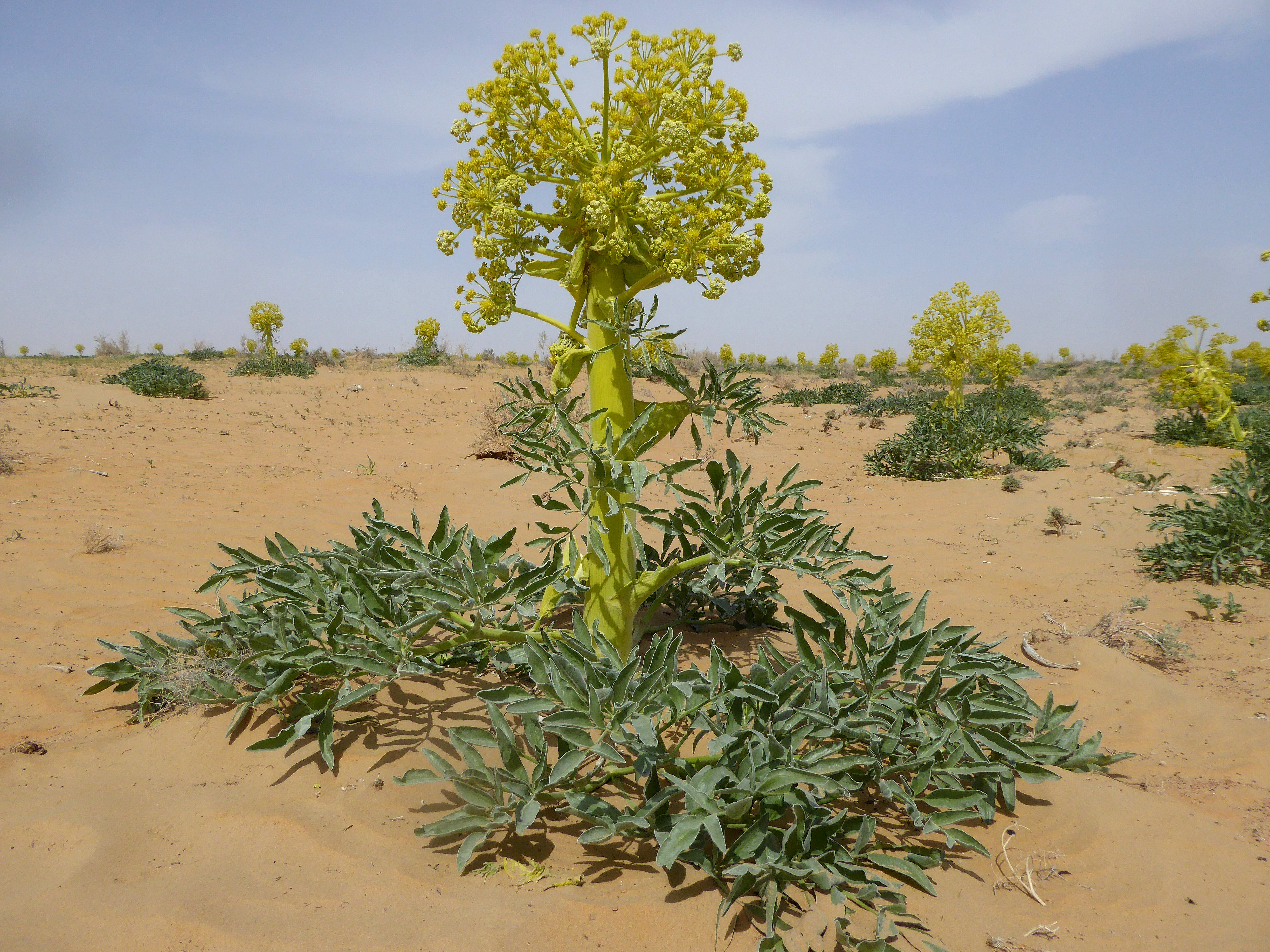
克孜勒庫姆沙漠的阿魏（Ferula foetida）

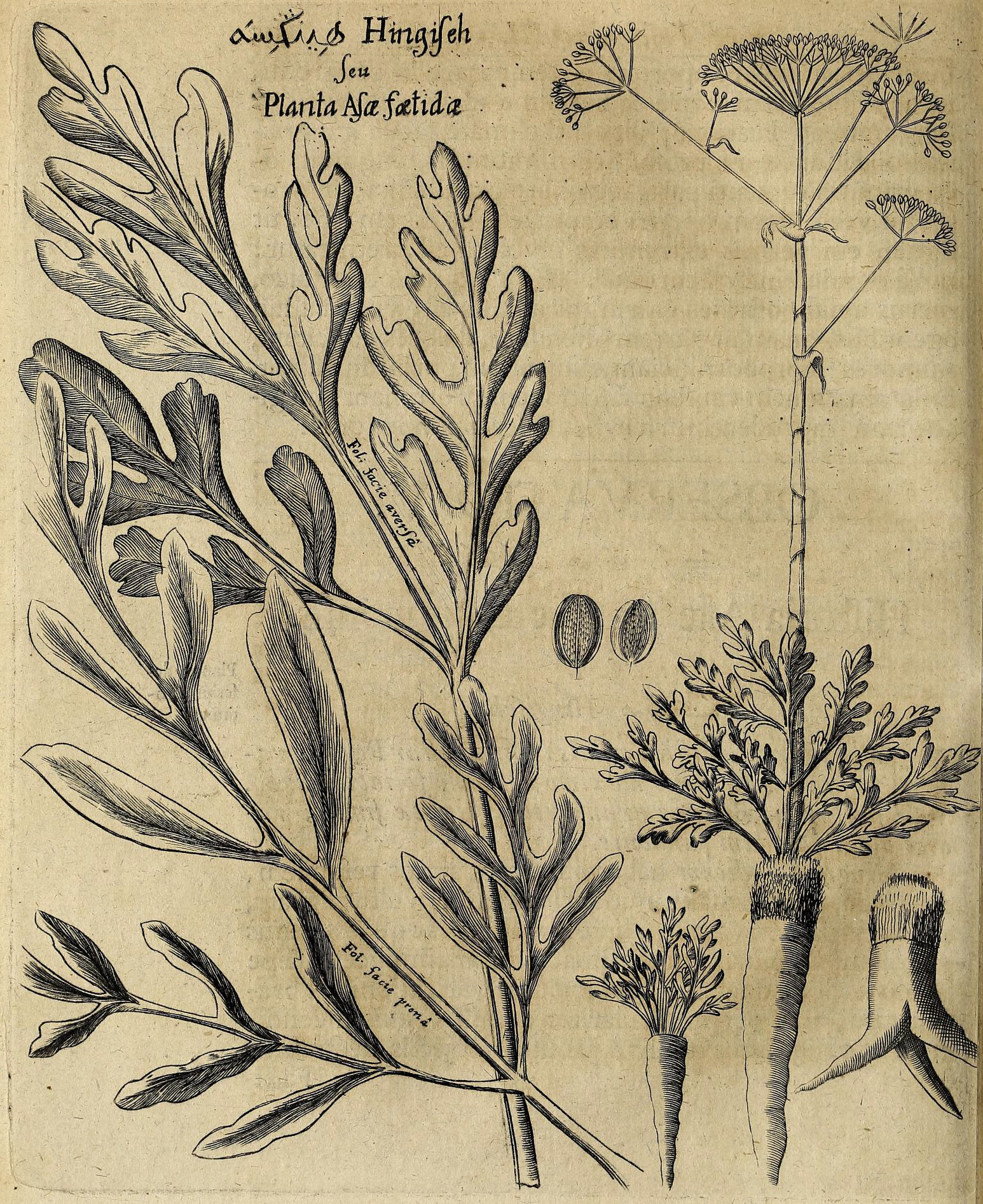
南伊朗阿魏（Ferula assa-foetida）植物學插圖

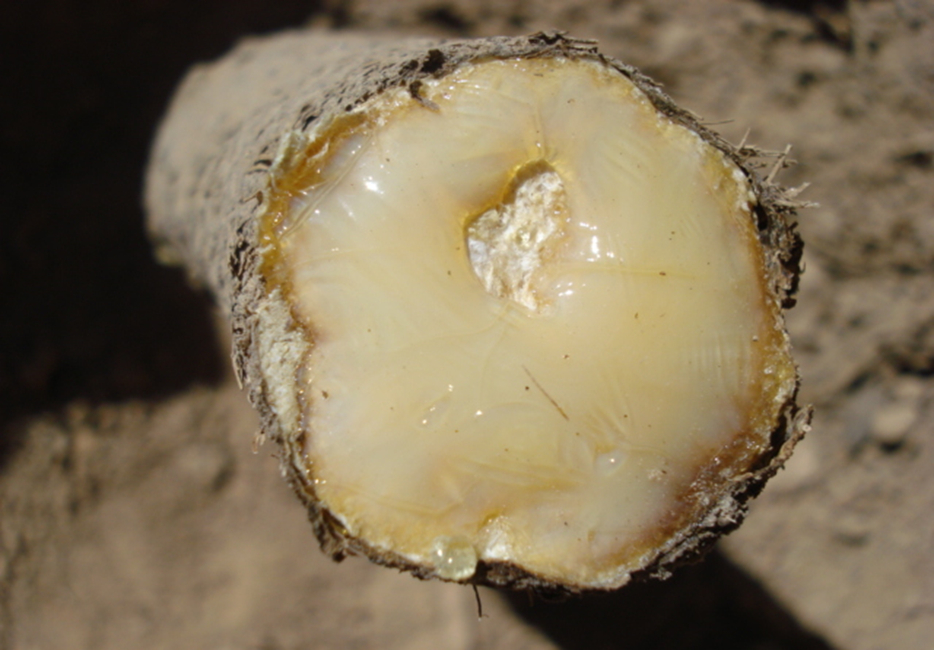
新鮮的阿魏油膠樹脂

阿魏/阿䭳，別譯阿虞、央匱，是某些阿魏屬植物根、莖分泌的油膠樹脂，具有強烈的蔥蒜臭味，用作香辛料或藥材。又名：阿虞截；形虞、形具、興瞿、興渠、薰渠（羅馬化：hiṅgu）；哈昔泥（羅馬化：kasni）；黑黎提提（羅馬化：ḥiltīt）。在古代一度誤傳成蕓薹或芫荽。

## 來源植物
阿魏的來源植物有很多種，這些不同物種生產的阿魏化學成分有所差異，但其揮發油大都具有含硫化合物。
- 阿魏原產中亞（卡拉庫姆沙漠、克孜勒庫姆沙漠）、阿富汗西部、巴基斯坦西部和東伊朗（英语：Eastern Iran）。[4][5]阿魏是分佈最廣的阿魏來源植物，但經常被錯認成南伊朗阿魏。[4]其揮發油具有含硫化合物。[2]
- 南伊朗阿魏原產南伊朗（英语：Southern Iran），其揮發油具有含硫化合物。[2][3]很多產阿魏的物種都被錯認成南伊朗阿魏，因此大眾以為此種就是阿魏的主要來源，但很多標記為此種的阿魏其實是採自其它物種。[4][6]南伊朗阿魏生產地局限於其原產地，甚至在伊朗國內，也只有南部原產地出產的才是正宗南伊朗阿魏，東部地區出產的阿魏則來自其他物種。[2][5]
- 紅莖阿魏和假蒜臭阿魏原產伊朗西部和西南部，與南伊朗阿魏近緣。有學者認為它們應該併入南伊朗阿魏。[4][6]
- 盧特阿魏和蒜臭阿魏是原產東伊朗的阿魏來源植物。其揮發油具有含硫化合物。[2][5]
- 闊裂阿魏是原產東伊朗和土庫曼斯坦南部的阿魏來源植物。[5]其揮發油具有含硫化合物。[2][3]
- 新疆阿魏原產中國新疆。中國產的阿魏主要來自此種。[7]其揮發油具有含硫化合物。[3]
- 阜康阿魏是原產中國新疆的阿魏來源植物。[7]其揮發油具有含硫化合物。[3]
- 巨茴阿魏原產阿富汗、巴基斯坦北部、克什米爾。[4]雖然很多資料顯示此種為阿魏的來源之一，[6]但一項研究結果顯示其揮發油沒有含硫化合物。[8]
- 大果阿魏原產中國新疆、中亞、巴基斯坦、阿富汗、伊朗。[7]
- 托里阿魏、圓錐莖阿魏、臭阿魏原產中國新疆和中亞。[7][9]

## 記載
郭義恭《廣志》：阿魏，生崑崙國，是木津液，如桃膠狀。其色黑者不堪，其狀黃散者爲上。
段成式《酉陽雜俎》：阿魏，出伽闍那國，即北天竺也。伽闍那呼爲形虞。亦出波斯國。波斯國呼爲阿虞截。樹長八九丈，皮色青黃。三月生葉，葉似鼠耳，無花實。斷其枝，汁出如飴，久乃堅凝，名阿魏。拂林國僧彎所說同。摩伽陀國僧提婆言，取其汁如米豆屑，合成阿魏。

## 採集
把阿魏屬植物的根部挖出並去泥，並用其葉片為根部遮陽。之後，把根打橫斬斷，斷口會滲出白色汁液，並慢慢變稠。待流出來的汁液乾硬後挖走，然後又可再在其他部位再重覆上述步驟，直至所有汁液取盡為止。

## 延伸阅读
- 阿魏 中藥材圖像數據庫  (香港浸會大學中醫藥學院) （中文）（英文）

[在维基数据编辑]
 《欽定古今圖書集成·博物彙編·草木典·阿魏部》，出自陈梦雷《古今圖書集成》